# ФК Токод

Фудбалски клуб Токод (мађ. Tokodi Üveggyári Sport Club), је мађарски фудбалски клуб. Седиште клуба је у Токоду, Мађарска. Боје клуба су бела и плава.

## Историјат
Клуб је основан 1926. године а угашен 2008. године
ФК Токод је дебитовао у првој мађарској лиги у сезони 1940/41., првенство је завршио на деветом месту

## Историјат имена
- 1926–1951 Ивегђари шпорт клуб Токод Tokodi Üveggyári Sport Club
- 1951–? Ивегђари епитек Токод Tokodi Üveggyári Építők
- 1956–1992 Ивегђари мункаш СЕ Токод  Tokodi Üveggyári Munkás SE
- 1992–2008 Ивегђари шпорт клуб Токод Tokodi Üveggyári Sport Club

## Достигнућа
- Прва лига Мађарске у фудбалу:
  - 9. место (1) :1940/41.
- Друга лига Мађарске у фудбалу:
  - шампион (1) :1939/40.